# Vestenberg
Vestenberg is een plaats in de Duitse gemeente Petersaurach, deelstaat Beieren.